# الدوري المكسيكي الممتاز 1962–63
الدوري المكسيكي الممتاز 1962-63 (بالإسبانية: Primera División de México 1962-63)‏ هو الموسم 20 من الدوري المكسيكي الممتاز. أقيم خلال الفترة 28 يونيو 1962 وحتى 20 ديسمبر 1962، وأشرف على تنظيمه اتحاد المكسيك لكرة القدم، وكان عدد الأندية المشاركة فيه 14، وفاز فيه نادي أورو.